# Hinrich Sillem (Ratsherr)
Hinrich Sillem (* um 1545 in Hamburg; † 6. Mai 1615 ebenda) war ein deutscher Kaufmann, Hamburger Ratsherr und Amtmann in Ritzebüttel.

## Leben
Sillem übernahm als Kaufmann und Hamburger Bürger verschiedene öffentliche Ämter. Am 25. August 1581 wurde er aus dem Kirchspiel Sankt Nikolai zum Achtmann und am 21. Februar 1591 zum Ratsherrn gewählt. Als solcher wurde er 1596 Bauhofsherr.
1599 erwarb Sillem das Gut Tatenberg. Tatenberg war bis ins 17. Jahrhundert noch eine eigene eingedeichte Binneninsel in der Elbe, die aus einem großen Gut und kleineren Hofstellen bestand. 1619 wurde das Gut verkauft und anschließend geteilt.
Am 23. April 1609 übernahm er als Amtmann für sechs Jahre das hamburgische Amt Ritzebüttel. 1612 wurde er dort vom Ratsherrn Albert Ostmann († 1625) vertreten. Am 30. April 1615 kehrte er erkrankt nach Hamburg zurück und starb eine Woche darauf.

## Familie
Sillem war ein Sohn des Kaufmanns und Ratsherrn Jacob Sillem (1517–1584) aus dessen erster Ehe mit Ursula Moller († 1558), Tochter des Ratsherrn Cord Moller (vom halben Stern und Adlerklau) († 1527).
Hinrich Sillem war zweimal verheiratet. Sein gleichnamiger Sohn aus erster Ehe Hinrich Sillem (1571–1617) war ebenfalls Kaufmann und mit Margarete Jügert (1577–1625), Tochter des Oberalten Franz Jügert († 1592), verheiratet. Deren Sohn Hinrich Sillem (1599–1662) war wiederum Kaufmann und Oberalter.